# Lamachus pini
Lamachus pini là một loài tò vò trong họ Ichneumonidae.